# 安德魯·埃利斯 (橄欖球)
安德魯·埃利斯（英語：Andrew Ellis；1994年2月21日—）是一位新西蘭橄欖球運動員。他是新西蘭國家橄欖球隊的一員，代表新西蘭參加了2011年世界盃橄欖球賽。